# Историјски архив Шумадије
Историјски архив Шумадије је институција заштите архивске грађе на подручју Шумадијског округа. Пре оснивања Архива постојало је Архивско средиште од 1948. године до 1952. године. Архив је основан 1952. године. Зграда архива се налази у Крагујевцу, у улици Крагујевачког октобра бр. 13.

## Историјат
Први пут се заштита архивске грађе у Крагујевцу јавља оснивањем Архивског средишта 1948. године. Он је имао задатак да евидентира архивску грађу и зажтити је од пропадања на територији Крагујевчанског и Гружанског среза. Грађа се смештала у Народној библиотеци града Крагујевца и „Амицином конаку“. Савет за просвету, науку и културу НР Србије је одлучио да се у Крагујевцу, 7. фебруара 1952. године оснује Архив као установа Градског народног одбора. Архив је добио у надлежност подручја три града, Крагујевца, Краљева и Новог Пазара као и једанаест срезова: крагујевачки, опленачки, таковски, лепенички, орашачки, гружански, лавачки, жички, дежевски студенички и штавички. У међувремену оснивањем Архива у Крушевцу, Чачку и Краљеву делатност архива је сведена на град Крагујевац и шест општина:Аранђеловац, Баточина, Кнић, Лапово, Рача и Топола.

## Назив
Архив је од постанка неколико пута мењао назив:
- Градска државна архива (1952 – 1958)
- Државни архив среза Крагујевац (1958 – 1967)
- Историјски архив Крагујевац (1967 – 1970)
- Историјски архив Шумадије – Крагујевац (1970 - )

## Архивска грађа
Архив Шумадија располаже са више од 700 дужних метара архивске грађе са 780 регистратура и стотинама хиљада оригиналних историјских докумената. Временски распон грађе Архива обухвата период од 1809. до 2003. године. Архивска грађа садржи политичке, економске, социјалне, културне и друге податке о Шумадији, а у мањем обиму документа и ван овог подручја. Највећи део грађе је на српском језику, мада мањи број докумената је и на другим језицима. 
Средином маја 1999. године приликом НАТО бомбардовања Савезне Републике Југославије, дошло је до бомбардовања непосредне околине Архива, што је изазвало велика оштећења на згради и делу архивске грађе. Такође приликом исељавања фондова од великог и изузетног значаја на алетрнативну локацију, архивској грађи је такође нанета штета од непроцењиве вредности.

## Зграда Архива
Године 1988. архив је добио своју зграду. Она се налази у улици Крагујевачког октобра  13 у Крагујевцу. На 600 m² архив располаже депоима за смештај архивске грађе кој исе налазе у приземљу зграде, читаонице и радне просторије на спрату. Сви депои су опремљени савременим металним полицама за чување архивске грађе, апаратима за мерење температуре и влажности ваздуха. У депоима су инсталирани аутоматски јављачи пожара, апарати за суво гашење, а урађен је и хидрант, како у згради, тако и у дворишту Архива. Како би заштитили грађу од неконтролисаног продирања светлости, на свим прозорима депоа налазе се венецијанери који штите архивску грађу. У целој згради инсталирано је централно грејање, које омогућава да температура буде приближно иста целе године.

## Списак директора
| Име                | Година    |
| ------------------ | --------- |
| Драгољуб Петровић  | 1948–1950 |
| Владета Рајичић    | 1950–1952 |
| Живомир Симовић    | 1952      |
| Смиља Милосављевић | 1952–1961 |
| Благоје Стокић     | 1961–1964 |
| Верка Миленковић   | 1964–1969 |
| Предраг Пајкић     | 1969–1973 |

| Име                | Година    |
| ------------------ | --------- |
| Благоје Витковић   | 1973–1991 |
| Арсен Ђуровић      | 1991      |
| Бориша Радовановић | 1991      |
| Милош Самарџић     | 1992–2001 |
| Предраг Илић       | 2001–2018 |
| Славица Јагличић   | 2018–     |